# 3307 Athabasca
3307 Athabasca eller 1981 DE1 är en asteroid upptäckt 28 februari 1981 av den amerikanska astronomen Schelte J. Bus vid Siding Spring-observatoriet i Australien.
Asteroiden har fått sitt namn efter ett indianfolk i västra Kanada.